# Plies
Algernord Lanier Washington (Fort Myers, Florida; 1 de julio de 1976), más conocido por su nombre artístico Plies, es un rapero estadounidense.

## Comienzos
Al principio Plies se negó a rapear porque opinaba que el no tenía estilo para el rap finalmente decidió que podría rapear lanzando su segundo sencillo "Hypnotized" con Akon

## The Real Testament
Primer álbum del cantante dado a conocer el 7 de agosto de 2007 con sus sencillos "Shawty" con T-Pain, llegó a estar en el Billboard Hot Rap Tracks y alcanzando el Hot 100 de popularidad, su segundo sencillo "Hypnotyzed" llegó al 3° en Rap chart y el 14 en el Hot 100.

## Definition of Real
Es el 2° álbum de plies fue sacado el 10 de junio de 2008, en este están sus éxitos más famosos como "Bust it Baby 2" con Ne-Yo, también esta su otro éxito "Please excuse my hands" con The Dream y Jamie Foxx, otro éxito es "Who Hotter Than Me", entre otros cantantes esta Keysha Cole, Ne-yo, Jamie Foxx entre otros.

## Da REAList
Es el tercer álbum de Plies fue sacado el 16 de diciembre de 2008 su éxito más notable es "Put It on Ya" con Chris J.Entre otros éxitos están "All Black","Co-Defendant".

## Diary of a REALIST
Plies ha revelado que dependiendo el éxito de su tercer álbum Da REAlist sacara su cuarto álbum ,Slip-n-Slide Records autorizó que Plies lo hará.La fecha será en mayo de 2009.

## Problemas legales
Plies fue arrestado el 2 de julio, del 2006 por porte ilegal de armas
cuando dos de sus miembros fueron arrestados bajo sospechas de asesinato después de que estalló un tiroteo en 238 west club nocturno en Gainesville, Florida. Plies estaba en el concierto cuando fue informado que su show iba a retrasarse 15 minutos para dar más tiempo a Lil Boosie para seguir tocando. En respuesta el grupo de Plies abrió fuego sobre la multitud resultando 5 personas lesionadas sin tratamiento de heridas. Poco después Plies fue obligado a pagar 100,000 para salir bajo fianza.
Plies se dio a conocer al público con el sencillo Shawty con T-Pain. Esta canción inmediatamente se puso en las listas de popularidad y se convirtió en una de las canciones más sonadas en la radio de todo el país. El después sacó su segundo sencillo "Hypnotized" con la participación de Akon, el álbum The Real Testament, salió a la venta el 7 de agosto, del 2007. el sencillo también fue un hit en las listas de popularidad. Actualmente Plies firmó para Atlantic Records.

## Controversia
Cuando Lil Bossie tocaba al parecer excedió el tiempo y los miembros del grupo de Plies abrieron fuego, Plies trato de mejorar su imagen pagando una multa de 100000 de dólares USD.Ultmimamente a Plies se le ve con una pandilla pero el niega algún contacto con ella.

### Álbumes
- 2007: The Real Testament
- 2008: Definition of Real
- 2008: Da REAList
- 2009: Diary of a REALIST
- 2010: Goon Affiliated

### Mixtapes
- 2006: 100% Real Nigga

### Sencillos
- 2007: "Shawty" (featuring T-Pain)
- 2007: "Hypnotized" (featuring Akon)
- 2008: "I Am the Club"
- 2008: "Bust It Baby"
- 2008: "Bust It Baby Pt. 2" (featuring Ne-Yo)
- 2008: "Who Hotter Than Me"
- 2008: "Please Excuse My Hands" (featuring The Dream & Jamie Foxx)
- 2009: "Gotta Be"
- 2009: "Cuarto Album" en desarrollo.

### Sencillos como participación
- 2007: "I'm So Hood" (DJ Khaled featuring Trick Daddy, Rick Ross, Plies, & T-Pain).
- 2008:"Out here grinding con DJ Khaled ft Akon, Rick Ross, Bird Man y Plies.
- 2008: "Aint sayin nothing" ([Fat Joe]] featuring Cool & Dre, Plies.
- 2011: "Welcome To My Hood" (DJ Khaled featuring T-Pain, Rick Ross, Plies & Lil Wayne.
- 2017: "Heart and mind" Kodak Black & Plies

## Premios
BET Hip-Hop Awards[11]
2008: Ringtone of the Year ("Bust It Baby Pt 2") with Ne-Yo (Nominated)
2008: People's Champ Award ("Bust It Baby Pt 2") with Ne-Yo (Nominated)
2008: Best Collaboration ("Bust It Baby Pt 2") with Ne-Yo (Nominated)
Ozone Awards[12]
2008: Best Rap Album, The Real Testament (Nominado)
2008: Best Rap/R&B Collaboration, "Bust It Baby Pt. 2" with Ne-Yo (Nominated)
2008: Club Banger of the Year, "I'm So Hood" with DJ Khaled, Trick Daddy, T-Pain and Rick Ross (Nominado)